# Topsfield (Maine)
Topsfield – miasto w Stanach Zjednoczonych, w stanie Maine, w hrabstwie Washington.